# Cà phê sữa

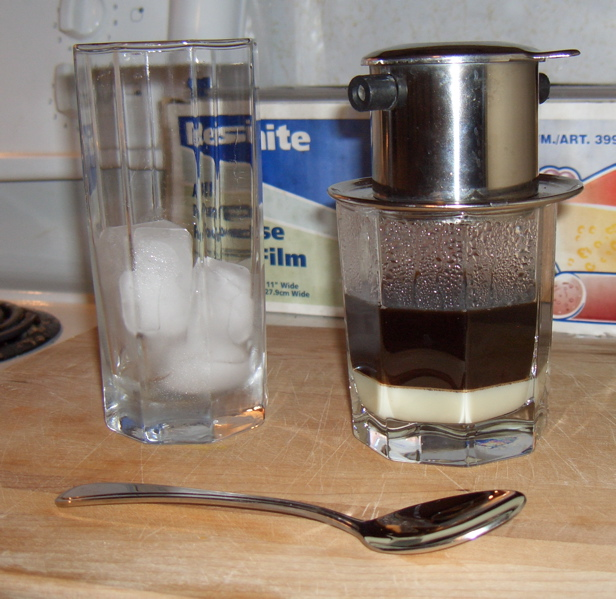
Cà phê sữa nóng (nâu nóng), thêm đá vào thì thành cà phê sữa đá (nâu đá).

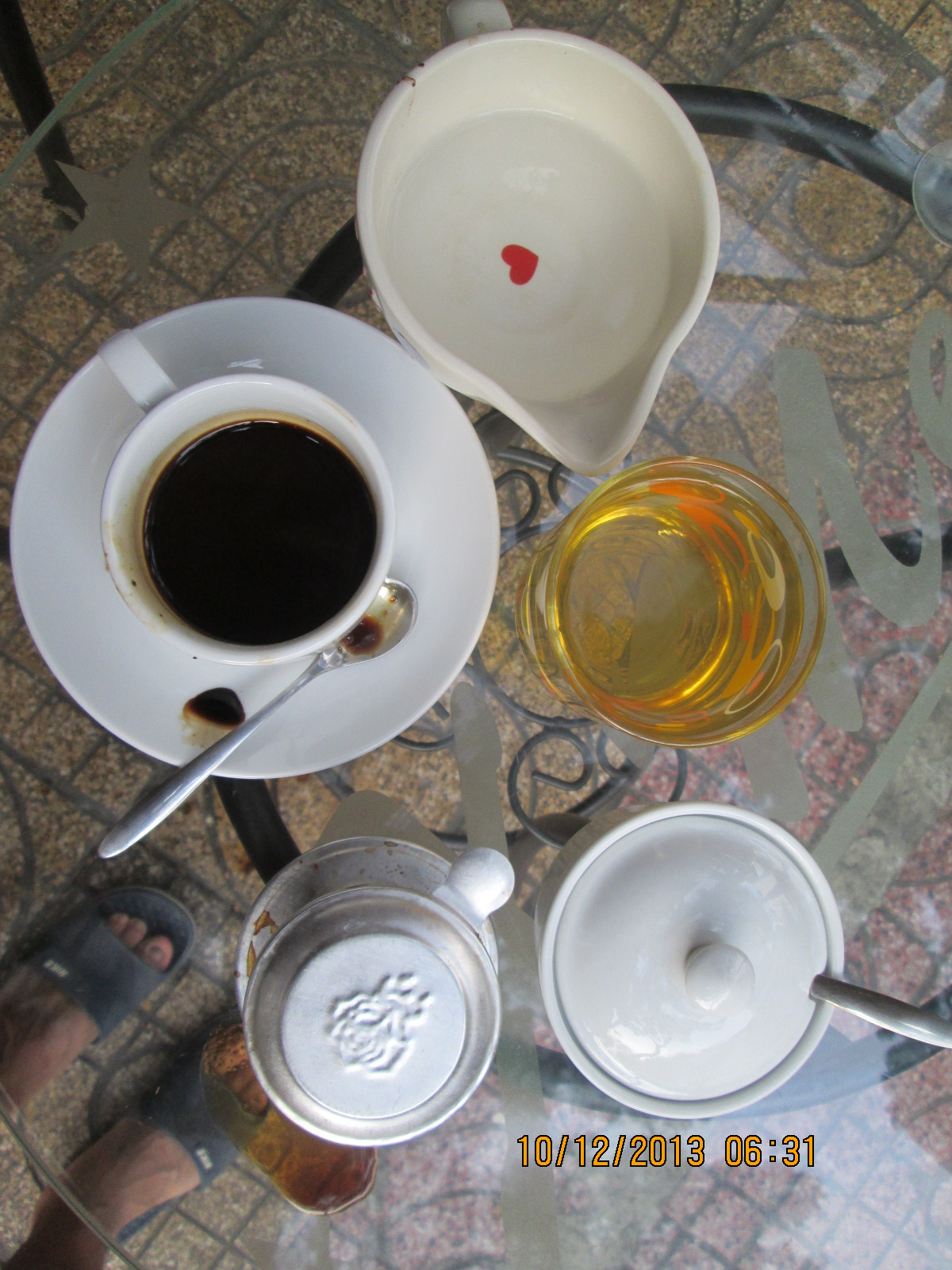
Cà phê sữa ở Thành phố Hồ Chí Minh

Cà phê sữa là loại cà phê được pha chế đặc biệt và có hai thành phần chính: cà phê và sữa đặc.

## Trên thế giới
Có rất nhiều loại cà phê sữa được chế biến theo khẩu vị từng dân tộc và từng hãng chủ franchise cà phê. Phổ biến nhất có:
- Latte: là cà phê sữa kiểu Ý. Thành phần chủ yếu là cà phê pha với sữa nóng và một lớp crema mỏng.
- Cappuccino là cà phê sữa kiểu Ý (Italia). Thành phần chủ yếu là cà phê pha với sữa nóng, tuy nhiên lớp crema sẽ dày hơn. Cappuccino phổ biến nhất là được uống cùng với một lớp bột cacao rắc trên cùng.

## Việt Nam
Cà phê sữa kiểu Việt Nam thường chỉ có hỗn hợp cà phê và sữa, không có các loại hương liệu khác, như bột ca cao và/hoặc bột quế như khi người ta pha Cappuccino.
- Cà phê sữa kiểu miền Bắc: Thoạt tiên người ra rót sữa đặc có đường vào cốc, sau đó rót cà phê lên trên và bưng ra cho khách. Một trong những yêu cầu quan trọng là khách phải nhìn thấy sữa còn nguyên[cần dẫn nguồn].
- Cà phê sữa kiểu miền Nam: Sữa và cà phê được hòa lẫn, thành màu nâu non trước khi bưng ra cho khách.

Cà phê sữa ở Việt Nam có hai dạng là cà phê sữa nóng và cà phê sữa đá, cà phê sữa nóng còn có tên gọi là nâu nóng, được dùng thịnh hành tại miền Bắc vào mùa đông do thời tiết lạnh